# Bohumil Krčil
Bohumil "Bob" Krčil (24. února 1952 Prostějov – 10. července 1992 New York) byl český fotograf, publicista a editor.

## Život
Narodil se v Prostějově. V deseti letech dostal od rodičů první fotoaparát. Po ukončení základní školy se začal učit fotografem. Na přání otce ale změnil obor a studoval geodézii, později se stal učněm krejčovství. V roce 1969 položil kytici na místo, kde byl zabit sovětskými okupanty jeho kamarád. Následně byl zatčen a zbit komunistickou bezpečností. Hrozil mu soud a současně odvod do armády. Uprchl do Rakouska. Po krátkém pobytu zde odešel do Švédska, kde získal politický azyl. Studoval estetiku a fotografii na univerzitě v Uppsale a Konstafack (vysokou školu uměleckoprůmyslovou) ve Stockholmu. Žádnou z nich ale nedokončil. V roce 1972 začal pracovat na fotografickém cyklu Prostory mezi.
V roce 1975 cestoval po Švédsku, Francii a Anglii. Z této cesty pořídil mimo jiné cyklus Koulaři, který byl vystaven ve Stockholmu. Ve druhé polovině sedmdesátých let cestoval po Afghánistánu, kde pořídil řadu fotografií, obsažených v cyklu Herát – brána času. Dále cestoval v Pákistánu a Indii, odkud pochází jeho fotografický cyklus Hašiš v domově Bohů.
Vrátil se do Evropy, kde fotografoval především ve Francii a snímky vydal v publikaci Photo reporter. V roce 1980 odjel na návštěvu do New Yorku. Původně to měla být jen krátká návštěva, ale zůstal zde až do své smrti. Ubytoval se ve čtvrti SoHo (část Dolního Manhattanu) a brzy zde začal fotografovat svůj cyklus Manhattan. V roce 1982 vystavil v New Yorku svůj soubor fotografií z Afghánistánu pod názvnem Afghanistan Today. Mezi jeho newyorské přátele patřili i ilustrátor Petr Sís či fotograf Antonín Kratochvíl. V polovině osmdesátých let dostal zakázku v rámci protidrogové kampaně Say No. And Say Yes To Your Life.
Ve druhé polovině osmdesátých let začal pracovat na projektu Sebráno v New Yorku. Publikoval zde příběhy českých výtvarníků, žijících v New Yorku.
V lednu 1989 zorganizovali Bob Krčil a Giorgio Gomelsky koncert na podporu Ivana "Magora" Jirouse. Koncert měl upozornit newyorské publikum na porušování lidských práv v Československu a získat prostředky na podporu Jirousovy rodiny. Na koncertu vystoupili například Vratislav Brabenec, Josef Karafiát, Paul Wilson, Pavel Zajíček, Gary Lucas, Elliott Sharp nebo Ed Sanders. Výtěžek koncertu, asi dva tisíce dolarů byl posléze předán Julianě Jirousové.
Při přípravě druhého dílu publikace Sebráno v New Yorku dostal lehkou mozkovou mrtvici. Kvůli nevhodnému postupu policie a nemocničního personálu byl několik dnů bez pomoci. Následně mu byl diagnostikován zhoubný nádor na mozku (astrocytom). Bob odmítl chemoterapii a zemřel v červenci 1992 v New Yorku.
Jeho popel je uložen na městském hřbitově v rodném Prostějově.

## Publikace
- Česká fotografie v exilu : antologie : [katalog výstavy, Brno 1990]. Příprava vydání Bohumil "Bob" Krčil. Brno: Host, 1990. 158 s. ISBN 80-85233-03-7.
- FÁROVÁ, Anna; TŘEŠŇÁK, Vlastimil. Bohumil "Bob" Krčil. Klatovy: Galerie Klatovy-Klenová, 1995. 6 s.
- Bob Krčil - Fotografie, dopisy a deníky in.: Revolver Revue č. 35, roč. 1997, s. 167 - 200
- HLAVÁČKOVÁ, Jitka. Bohumil Krčil. Praha: Torst, 2007. 118 s. (FotoTorst; sv. 28). ISBN 978-80-7215-309-1.
- KRČIL, Bohumil. Hašiš v Domově bohů. Příprava vydání Tomáš Vrba. Praha: Gallery, 2009. 64 s. ISBN 978-80-86990-31-6.
- KRČIL, Bohumil. Sebráno v New Yorku 1 a 2. Praha: Torst, 2017. 880 s. ISBN 978-80-7215-535-4.